# Tigress
Tigress è il nome di tre differenti personaggi dei fumetti, tutte supercriminali, apparsi nelle pubblicazioni DC Comics.
L'originale era una criminale della Golden Age che ha combattuto contro Giovanni Zatara. La seconda, Paula Brooks, fu membro del gruppo di supereroi della Young All-Stars, e successivamente divenne una criminale con il nome di Cacciatrice. La terza Tigress infine, Artemis Crock, figlia di Paula, è membro della Società dell'Ingiustizia.

## Nemica di Zatara
La prima Tigress era una ladra/spia della Golden Age, nemica di Zatara. Debuttò in Action Comics n. 1 nel giugno 1938, e venne creata da Fred Guardineer. Indossava maglioni che simulavano il manto delle tigri, e coordinava alcune gang di ladri ed assassini. Apparentemente, non aveva alcun superpotere.

### Relazione
In Who's Who Update '87 n. 1 afferma di essere la madre della seconda Tigress/Cacciatrice (Paula Brooks) e nonna della terza (Artemis Crock).
In Who's Who Update '87 n. 5, invece, afferma di non essere legata né a Paula né ad Artemis.

## Tabitha Paula Brooks
La seconda Tigress fu Tabitha Paula Brooks. Membro della Young All-Stars, successivamente divenne la criminale, Tigress. Successivamente sposò Sportsmaster: insieme ebbero una figlia, Artemis Crock, che all'inizio diventò l'eroina Artemis Arrow, allieva di Green Arrow, successivamente portò avanti la tradizione di famiglia diventando la terza criminale Tigress.

## Artemis Crock
Artemis Crock è la figlia della criminale della Golden Age Paula Brooks e di Crusher Crock. Viene addestrata da Green Arrow (Oliver Queen) e farà parte della Young Justice sotto il nome di Artemis Arrow. Dopo anni di relazione con Kid Flash (Wally West), Artemis verrà lasciata per Linda-Park. Quando Wally prese il ruolo del terzo Flash, chiese la mano alla sua amata Linda, e Artemis delusa e sconvolta, decise di diventare come i genitori, una criminale. Dopo qualche anno, assunse come la madre, l'identità di Tigress.

### Legends
Nella miniserie Legends, si racconta che la popolazione americana venne sobillata contro la comunità supereroistica. Per cui venne approvata una legge dove nessuno poteva operare legalmente, vestendo un costume. Ciò non fu alcun motivo di preoccupazione per i supercriminali, dato che stavano già infrangendo la legge. Per Artemis Crock fu l'occasione per far evadere i suoi genitori dall'Empire State Detention Center.
Facendosi chiamare semplicemente Artemis, Tigress si unì al Mago nella sua nuova Società dell'Ingiustizia - che lui chiamò Injustice Unlimimted. Superarono la sicurezza alla Conferenza Internazionale del Commercio di Calgary in Canada, la Infinity, Inc., e un contingente dei Guardiani del Globo, costringendo i supereroi ad aiutarli nello scontro. Artemis prese Nuklon e Sol Levante e li condusse a New York: con il loro aiuto, liberò alcuni dei vecchi criminali.
Ritornarono successivamente a Calgary per dividersi il ricco bottino, ma il piano fallì quando Hourman resuscitò liberandosi. Solomon Grundy fu inoltre condotto in carcere in una isolata località del Circolo Polare Artico. Fu Solomon ad interferire con Artemis e i suoi genitori, ma nella confusione riuscirono comunque a fuggire.
Solo alcune settimane dopo, Artemis si alleò con Icile e Hazard, la nuova Harlequin, Dummy e Solomon Grundy. Dummy volle guidare una nuova Injustice Unlimited pianificando l'assassinio di tutti i membri della Infinity, Inc. per potersi farsi notare tra i supercriminali. Il loro primo obiettivo, Skyman, venne ucciso da Harlequin, mentre Artemis seguì Jade. Credendo che Jade fosse morta, Artemis ritornò al quartier generale della squadra. Il piano prevedeva che si portassero i restanti Infinitors negli Stellar Studio per ucciderli. Ciò non venne mai messo in atto a causa del rifiuto di cooperare di Hazard e dell'improvvisa ricomparsa di Jade e Brainwave Jr., entrambi creduti morti. Durante il combattimento, Artemis si batté corpo a corpo con Wildcat, alias di Yolanda Montez, perdendo. Venne infine consegnata nelle mani della polizia.
Successivamente, cambiò il suo nome in codice in Tigress, e combatté contro i membri della Justice Society of America, inclusi Hawkman e Hawkgirl. Portò poi avanti una relazione complicata con il secondo Icicle.
Più di recente, è stata invitata da Icicle al rinnovamento della Injustice Society. Si unì per aiutare lui, il Mago, Solomon Grundy, Gentleman Ghost, Rag Doll, e il Pensatore ad irrompere nel quartier generale della Justice Society of America per rubare la Chiave di Prometeo, chiave utilizzata per aprire la porta tra la realtà e la magia. Questo permise a Johnny Sorrow di ritornare sulla Terra, così come aveva chiesto al Mago. Durante la storia di Crisi infinita, Artemis risultò membro della Società segreta dei supercriminali di Alexander Luthor Jr.Successivamente comparve in Justice League Wedding Special.

## Poteri e abilità
Tigress possiede abilità combattive ed è altamente addestrata. Con la sua balestra è anche un'ottima cecchino. Possiede un acuto senso dell'olfatto che le permette di individuare le tracce. Porta con sé una balestra compatta e una faretra piene di frecce, coltelli, reti e bolas. Inoltre ha dimostrato anche una certa praticità nel tiro con l'arco e nell'uso delle armi da fuoco.

## In altri media

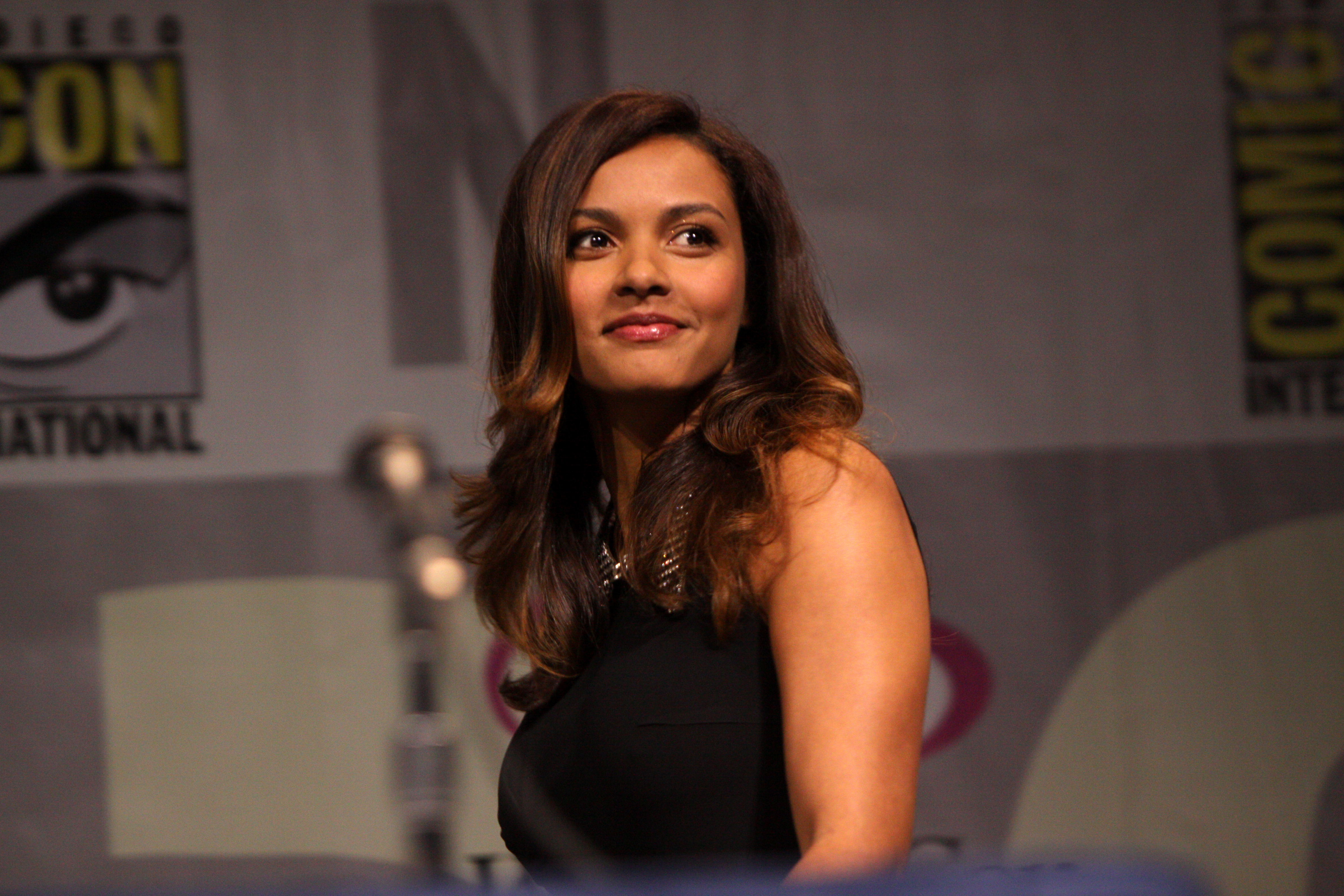
Jessica Lucas interpreta Tigress/Tabitha Galavan nella serie televisiva Gotham

- Una giovane Artemis, con il costume da Cacciatrice, fu protagonista di un piccolo cameo nell'episodio Aquaman's Outrageous Adventure della serie animata, Batman: The Brave and The Bold.
- Artemis appare anche nella serie animata Young Justice.
- Nella quinta stagione della serie televisiva Arrow, appare una giovane versione di Artemis Crock, interpretata da Madison Mclaughlin, il cui alter ego è Evelyn Sharpe.
- Il personaggio appare nella serie televisiva Gotham, interpretata da Jessica Lucas, dove prende il nome di Tabitha Galavan.